# Sotiria (Vorname)
Sotiria (neugriechisch Σωτηρία) ist ein weiblicher Vorname. Die männliche Form ist Sotirios.

## Herkunft und Bedeutung
Sotiria ist neugriechisch und bedeutet „Heil, Erlösung“ im christlichen Sinne. Kurzformen sind Sotiroula oder Roula.

## Namensträgerinnen
- Sotiria Bellou (1921–1997), griechische Sängerin
- Sotiria Leonardou (* 1997), griechische Sängerin und Schauspielerin
- Sotiria Loucopoulos (* 1974), deutsche Fernsehschauspielerin griechischer Abstammung
- Sotiria Schenk (* 1987), deutsche Sängerin
- Sotiria Triantafillou (* 1957), griechische Autorin und Dozentin